# Reiner Pommerin
Reiner Pommerin, né le 17 juin 1943 à Rees et mort le 4 juillet 2024 à Dresde, est un historien allemand spécialisé dans l'histoire politique et militaire allemande et internationale du XVIIIe   au   XXIe siècle.

## Biographie

### Origine et service militaire
Reiner Pommerin étudie d'abord au lycée Thomaeum (de) (sans diplôme) à Kempen et commence son service militaire avant ses 18 ans, en 1961, dans le 2e régiment d'entraînement de l'armée de l'air (de) à Stade. Selon ses propres déclarations, il voulait devenir sergent. Pommerin suit d'abord une formation de spécialiste des opérations aériennes, puis étudie à l'école d'armes de la Luftwaffe (de) 50 à Fürstenfeldbruck, le régiment des candidats au vol à Uetersen, où a lieu une formation linguistique, et participe au cours de sous-officier à Husum. Promu sous-officier en 1964, le militaire intérimaire (4 ans) quitte la Bundeswehr en 1965 car on lui refuse une carrière de sous-officier dans l'armée de l'air. Il obtient ensuite son diplôme de fin d'études secondaires et son Abitur (1969) dans une école secondaire du soir à Hambourg.

### Expérience professionnelle
À partir du semestre d'été 1969, Pommerin étudie finalement la didactique de l'histoire, la psychologie, la pédagogie et la sociologie à la Haute école pédagogique de Rhénanie (de) à Bonn et à Cologne. Il termine ses études en 1973 avec le premier et le deuxième examen d'État d'enseignement au niveau secondaire inférieur et avec un diplôme d'enseignant.
La même année, Pommerin entame des études doctorales en études moyennes et modernes ainsi qu'en histoire et pédagogie anglo-américaines à l'université de Cologne. Il y obtient son doctorat en histoire moderne en 1976. Après un bref intermède en tant que rédacteur chez un éditeur de manuels scolaires, il retourne à l'Université de Cologne en 1978 comme assistant de recherche au séminaire d'histoire. Là, il est pendant plusieurs années l'élève universitaire du célèbre historien Andreas Hillgruber. En 1979 et 1980, Pommerin est John F. Kennedy Fellow à l'université Harvard. En 1984, il reçoit son habilitation et obtient la licence d'enseignement ( Venia Legendi) pour la matière d'histoire moderne. Il enseigne ensuite comme maître de conférences à l'Université de Cologne (1984-1988), comme maître de conférences en histoire médiévale et moderne à l'université de Mayence (1988), comme professeur d'histoire moderne et contemporaine à l'université d'Erlangen (1988-1992) et comme professeur invité à l'université d'Iéna et à l'université technique de Dresde (1990-1992) jusqu'à ce qu'il accepte le poste de professeur fondateur d'une chaire d'histoire moderne et contemporaine à la TU de Dresde en 1992. Parallèlement, Pommerin est chercheur invité allemand au St Antony's College de l'université d'Oxford en 1994 et 1995 et, de 1996 à 1997, il est le premier professeur d'université allemand à détenir la chaire distinguée Fulbright offerte aux États-Unis par la République fédérale d'Allemagne. Allemagne pour marquer l'anniversaire du programme international Fulbright qui est ensuite créé à l'université Vanderbilt de Nashville, Tennessee. Ses étudiants universitaires comprennent : Reiner Marcowitz et Manfred Nebelin (de).
Pommerin dirige également l'équipe de développement de la Maison de l'Histoire de la République fédérale d'Allemagne à Bonn de 1985 à 1987. En outre, en 1998, avec un groupe d'autres professeurs d'université, il réussit à créer à l'Université technique de Dresde un programme consécutif de licence et de maîtrise en relations internationales, qui est jusqu'alors unique en Allemagne et conçoit comme une formation d'élite d'études Politique internationale, économie internationale, droit international et histoire internationale. En 2002, Pommerin est l'un des fondateurs du Centre d'études internationales (ZIS) (de), qui est depuis lors l'organisme de parrainage indépendant des facultés du programme d'études et qu'il dirige en tant que directeur scientifique de 2003 à 2004. Il est membre du Sénat culturel saxon et du conseil consultatif scientifique de la Commission allemande des sépultures de guerre

### Travail comme officier de réserve
Il est militaire depuis 1969. Il participe au 47e stage d'officier de réserve (de) au sein du bataillon des aspirants-officiers (de) à Fürstenfeldbruck et à l'école d'officiers de la Luftwaffe (de) (OSLw) à Neubiberg, et étudie ensuite, entre autres à l'Académie de commandement de la Bundeswehr (FüAkBw) à Hambourg. En 2004, le colonel de réserve prend sa retraite en tant qu'officier de réserve (de). Le 4 juin 2008, Pommerin reçoit la croix fédérale du mérite de 1re classe des mains du ministre fédéral de la Défense de l'époque, Franz Josef Jung, à Berlin à l'occasion de la célébration du 50e anniversaire du Conseil consultatif pour la direction interne de la Bundeswehr

## Adhésions
- Ancien porte-parole du conseil consultatif de la Société Clausewitz (de)
- Porte-parole du comité consultatif pour les questions de gouvernance interne (de)
- Commission Internationale d'Histoire Militaire Comparée (de) (CIHM) à La Haye (qui fait partie du Comité international des sciences historiques (CIHS) de l'UNESCO)
- Commission d'histoire des relations internationales à Milan
- Association d’études allemandes à Kalamazoo, Michigan
- Institut international d'études stratégiques de Londres

## Prix
- Croix d'honneur de la Bundeswehr en or
- 2008 : Croix fédérale du Mérite 1re Classe
- 2013 : Médaille Wolf-Graf-von-Baudissin de la Fondation Karl-Theodor-Molinari (de)

## Publications (sélection)

### Monographies
- Das Dritte Reich und Lateinamerika. Die deutsche Politik gegenüber Süd- und Mittelamerika 1939–1942. Droste, Düsseldorf 1977,  (ISBN 3-7700-0449-3) (Dissertation).
- Sterilisierung der Rheinlandbastarde. Das Schicksal einer farbigen deutschen Minderheit 1918–1937. Droste, Düsseldorf; 1979,  (ISBN 3-7700-0551-1).
- Der Kaiser und Amerika. Die USA in der Politik der Reichsleitung 1890–1917. Böhlau, Cologne/Vienne, 1986,  (ISBN 3-412-03786-9) (Habilitationsschrift).
- Von Berlin nach Bonn. Die Alliierten, die Deutschen und die Hauptstadtfrage nach 1945. Böhlau, Cologne/Vienne, 1989,  (ISBN 3-412-12188-6).
- Geschichtlicher Atlas der Rheinlande. Band 5, Teilband 3: Die räumliche Organisation von Staat und Partei in der NS-Zeit (= Publikationen der Gesellschaft für Rheinische Geschichtskunde), Bonn, 1992,  (ISBN 978-3-7927-1340-2).
- Strategiewechsel. Bundesrepublik und Nuklearstrategie in der Ära Adenauer-Kennedy (Zusammen mit Johannes Steinhoff) (= Nuclear History Program, Band 1; Internationale Politik und Sicherheit, Band 30), Nomos, Baden-Baden, 1992,  (ISBN 978-3-7890-2787-1).
- Mächtesystem und Militärstrategie. Ausgewählte Aufsätze. dir. de Reiner Marcowitz, Böhlau, Cologne/Weimar/Vienne, 2003,  (ISBN 978-3-412-02603-5) (Aufsatzsammlung von Reiner Pommerin zu dessen 60. Geburtstag).
- 175 Jahre TU Dresden. Band 1: Geschichte der TU Dresden 1828–2003. Böhlau, Cologne/Weimar/Vienne, 2003,  (ISBN 978-3-412-02303-4).
- Zwischen Eurozentrismus und globalem Staatensystem. Bismarck und die USA 1862–1890 (= Friedrichsruher Beiträge, Volume 34), Friedrichsruh, 2007,  (ISBN 978-3-933418-37-1).
- „Polen gegen uns eingenommen und stark jüdisch durchsetzt“. König Friedrich August III. und die Kriegsziele Sachsens im Ersten Weltkrieg. Potsdam, 2009.
- Die Kubakrise 1962. Reclam, Ditzingen, 2022,  (ISBN 978-3-15-011399-8).

### Rédactions
- Deutsche Frage und europäisches Gleichgewicht. Festschrift für Andreas Hillgruber zum 60. Geburtstag (Zusammen mit Klaus Hildebrand), Böhlau, Cologne/Vienne, 1985,  (ISBN 3-412-07984-7).
- Vierzig Jahre Bundeshauptstadt Bonn. 1949–1989, Karlsruhe, 1989,  (ISBN 3-7880-9780-9).
- Bonn zwischen Kriegsende und Währungsreform. Erinnerungsberichte von Zeitzeugen (= Bonner Geschichtsblätter, Band 41; Veröffentlichungen des Stadtarchivs Bonn, Volume 50), Bonn, 1991,  (ISBN 3-416-80678-6).
- The American Impact on Postwar Germany. Providence/Oxford 1995,  (ISBN 1-57181-004-8).
- Culture in the Federal Republic of Germany. 1945–1995 (= German Historical Perspectives Series, Volume 11), Oxford/Washington D. C., 1996,  (ISBN 1-85973-105-8).
- Quellen zu den deutsch-amerikanischen Beziehungen. 1776–1917 (Zusammen mit Michael Fröhlich) (= Quellen zu den Beziehungen Deutschlands zu seinen Nachbarn im 19. und 20. Jahrhundert, Volume 1), Wissenschaftliche Buchgesellschaft, Darmstadt, 1996,  (ISBN 978-3-534-12472-5).
- Quellen zu den deutsch-amerikanischen Beziehungen. 1917–1963 (Zusammen mit Michael Fröhlich) (= Quellen zu den Beziehungen Deutschlands zu seinen Nachbarn im 19. und 20. Jahrhundert, Volume 2), Wissenschaftliche Buchgesellschaft, Darmstadt 1996,  (ISBN 978-3-534-12471-8).
- Quellen zu den deutsch-britischen Beziehungen. 1815–1914 (Zusammen mit Michael Fröhlich) (= Quellen zu den Beziehungen Deutschlands zu seinen Nachbarn im 19. und 20. Jahrhundert, Volume 3), Wissenschaftliche Buchgesellschaft, Darmstadt, 1997,  (ISBN 978-3-534-07238-5).
- Quellen zu den deutsch-französischen Beziehungen. 1815–1919 (Zusammen mit Reiner Marcowitz) (= Quellen zu den Beziehungen Deutschlands zu seinen Nachbarn im 19. und 20. Jahrhundert, Volume 5), Wissenschaftliche Buchgesellschaft, Darmstadt, 1997,  (ISBN 978-3-534-12779-5).
- Dresden unterm Hakenkreuz (= Dresdner historische Studien, Volume 3), Cologne/Weimar/Vienne, 1998,  (ISBN 3-412-11197-X).
- Quellen zu den deutsch-amerikanischen Beziehungen. 1964–1990 (Zusammen mit Dorothee Fröhlich) (= Quellen zu den Beziehungen Deutschlands zu seinen Nachbarn im 19. und 20. Jahrhundert, Volume 2a), Wissenschaftliche Buchgesellschaft, Darmstadt, 1998,  (ISBN 978-3-534-13697-1).
- Quellen zu den deutsch-polnischen Beziehungen. 1815–1991 (Zusammen mit Manuela Uhlmann) (= Quellen zu den Beziehungen Deutschlands zu seinen Nachbarn im 19. und 20. Jahrhundert, Volume 10), Wissenschaftliche Buchgesellschaft, Darmstadt, 2001,  (ISBN 978-3-534-13273-7).
- 175 Jahre TU Dresden. 3 Volumes, Böhlau, Cologne/Weimar/Vienne, 2003,  (ISBN 978-3-412-02303-4).
- Einsatz für den Soldaten. Die Arbeit des 10. Beirats für Fragen der Inneren Führung (Zusammen mit Gerd Jürgen Bischof) (= Forum innere Führung, Volume 20), Nomos, Baden-Baden, 2003,  (ISBN 978-3-7890-8394-5).
- Maritime security in southern African waters (Zusammen mit Thean Potgieter), Stellenbosch, 2009,  (ISBN 978-1-920338-05-3).
- Clausewitz goes global. Carl von Clausewitz in the 21st Century. Commemorating the 50th Anniversary of the Clausewitz-Society, Berlin, 2011,  (ISBN 978-3-937885-41-4).